# 610 г. пр.н.е.

## Събития

### В Азия

#### Във Вавилония
- Набополaсар (626 – 605 г. пр.н.е.) е цар на Вавилония.[1]
- Царят, който е установил вече контрол над цяла Вавилония и ядрото на Асирия продължава борбата с остатъците от асирийската съпротива. През тази година той напада и превзема град Харан, където се е установил асирийски цар Ашурубалит II (612 – 609 г. пр.н.е.), който е принуден да напусне града заедно с египетските подкрепления изпратени в негова помощ.[2]

#### В Мидия
- Киаксар (625 – 585 г. пр.н.е.) е цар на Мидия.[3]

### В Африка

#### В Египет
- Фараонът на Египет Псаметих (664 – 610 г. пр.н.е.) умира и е наследен от сина си Нехо II (610 – 595 г. пр.н.е.).[4]
- Новият владетел продължава политиката на предшественика си за оказване помощ на асирийците.[2]

### В Европа
- Според древните литературни източници, около тази година преселници от град Милет основават колонията Аполония Понтика (Созопол) на брега на Черно море.[5]